# Finale della Coppa dei Campioni 1985-1986
La finale della 31ª edizione di Coppa dei Campioni si disputò il 7 maggio 1986 presso lo Stadio Ramón Sánchez Pizjuán di Siviglia tra gli catalani del Barcellona e i rumeni della Steaua Bucarest. All'incontro assistettero circa 70 000 spettatori. La partita, arbitrata dal francese Michel Vautrot, vide la vittoria ai rigori della squadra rumena, dopo che i tempi regolamentari e supplementari si chiusero sullo 0-0.

## Le squadre
| Squadre         | Partecipazioni precedenti (il grassetto indica la vittoria) |
| --------------- | ----------------------------------------------------------- |
| Steaua Bucarest | Nessuna                                                     |
| Barcellona      | 1 (1961)                                                    |

## Il cammino verso la finale
La Steaua Bucarest di Emerich Jenei esordì contro i danesi del Vejle che sconfissero con un risultato aggregato di 5-2. Agli ottavi di finale gli ungheresi dell'Honvéd si espressero al meglio a Budapest vincendo 1-0, ma nella gara di ritorno in Romania furono travolti 4-1. Ai quarti la squadra rumena faticò più del previsto contro i modesti finlandesi del Kuusysi, avendo la meglio solo nella gara di ritorno vincendo 1-0. In semifinale la Steaua affrontò i belgi dell'Anderlecht che vinsero per 1-0 l'andata a Bruxelles, ma poi furono sconfitti a Bucarest con un secco 3-0. La Steaua poté così festeggiare la prima storica qualificazione a una finale di Coppa dei Campioni.
Il Barcellona di Terry Venables iniziò il cammino europeo contro i cecoslovacchi dello Sparta Praga, battendoli 2-1 in trasferta e perdendo 1-0 in casa; si qualificò così al turno successivo grazie alla regola dei gol fuori casa. Agli ottavi i lusitani del Porto furono battuti 2-0 al Camp Nou e, sebbene abbiano poi vinto la gara di ritorno 3-1, non si qualificarono per via della citata regola delle reti in trasferta. Ai quarti di finale il Barça incontrò i campioni in carica della Juventus, battuti con un risultato aggregato di 2-1. In semifinale gli svedesi dell'IFK Göteborg vinsero l'andata 3-0 e persero il ritorno col medesimo risultato, furono dunque necessari i tiri di rigore per sancire la finalista: il Barcellona si impose 5-4.

## La partita
Sebbene il cammino delle due squadre abbia visto la Steaua faticare meno rispetto al Barcellona, sono comunque i catalani quelli più accreditati per la vittoria finale. I rumeni hanno un gioco attendista e ostruzionistico, che mira a rompere le trame avversarie per ripartire con veloci contrattacchi, mentre il Barça non riesce a trovare gli spunti dei suoi uomini migliori, come Bernd Schuster che è in piena crisi. Contro un Barcellona così sterile la Steaua raggiunge il suo obiettivo: portare la gara ai rigori. Dal dischetto, più che i tiratori, salgono in cattedra i portieri. Helmuth Duckadam per i rumeni e Javier Urruticoechea per gli azulgrana parano le prime due conclusioni delle squadre, bloccando il risultato sullo 0-0 dopo ben 4 tiri. Al terzo tentativo Marius Lăcătuș porta in vantaggio la squadra di Bucarest, mentre Pichi Alonso viene neutralizzato ancora dal portiere rumeno. Gavril Balint realizza ancora e quando Duckadam para anche il quarto rigore, non solo regala la Coppa dei Campioni alla propria squadra, ma si guadagna l'appellativo di "Eroe di Siviglia" e verrà nominato calciatore rumeno dell'anno. Si è trattato della prima finale terminata a reti inviolate nella storia della competizione, e della prima e unica coppa vinta da una squadra rumena.

## Tabellino
| Arbitro: | Michel Vautrot |

|                               |                      |                                      |
| Majearu Bölöni Lăcătuș Balint | Tiri di rigore 2 – 0 | Alexanko Pedraza Pichi Alonso Marcos |

| Steaua Bucarest | Barcellona |

| Steaua Bucarest |    |                    |      |      |
|                 |    |                    |      |      |
| P               | 1  | Helmuth Duckadam   |      |      |
| D               | 2  | Ștefan Iovan       |      |      |
| D               | 3  | Ilie Bărbulescu    | 107’ |      |
| D               | 4  | Adrian Bumbescu    | 21’  |      |
| C               | 5  | Lucian Bălan       |      | 72’  |
| D               | 6  | Miodrag Belodedici |      |      |
| A               | 7  | Marius Lăcătuș     | 26’  |      |
| C               | 8  | Mihail Majearu     |      |      |
| A               | 9  | Victor Pițurcă     |      | 111’ |
| C               | 10 | Gavril Balint      |      |      |
| C               | 11 | László Bölöni      | 31’  |      |
| Sostituzioni:   |    |                    |      |      |
| C               | 15 | Anghel Iordănescu  |      | 72’  |
| A               | 14 | Marin Radu         |      | 111’ |
| Allenatore:     |    |                    |      |      |
| Emerich Jenei   |    |                    |      |      |

| Barcellona     |    |                     |     |      |
|                |    |                     |     |      |
| P              | 1  | Urruti              |     |      |
| D              | 2  | Gerardo             |     |      |
| D              | 3  | Migueli             |     |      |
| D              | 4  | Julio Alberto       | 23’ |      |
| C              | 5  | Víctor Muñoz        |     |      |
| D              | 6  | José Ramón Alexanko |     |      |
| A              | 7  | Francisco Carrasco  | 31’ |      |
| C              | 8  | Bernd Schuster      |     | 85’  |
| C              | 9  | Ángel Pedraza       |     |      |
| A              | 10 | Steve Archibald     |     | 100’ |
| A              | 11 | Marcos Alonso Peña  |     |      |
| Sostituzioni:  |    |                     |     |      |
| C              | 15 | Josep Moratalla     |     | 85’  |
| A              | 17 | Pichi Alonso        |     | 100’ |
| Allenatore:    |    |                     |     |      |
| Terry Venables |    |                     |     |      |